# Vaala
Vaala [ˈvɑːlɑ] ist eine Gemeinde mit 2626 Einwohnern (Stand 31. Dezember 2022) in Nordostfinnland.
Die Gemeinde liegt am Ostufer des Oulusees, des viertgrößten finnischen Sees, in der Landschaft Nordösterbotten. Rund die Hälfte des Oulusees liegt auf dem Gemeindegebiet Vaalas, ebenso die mit 76 Quadratkilometern größte Insel im See, Manamansalo. Vaala liegt auf halber Strecke, je 90 Kilometer entfernt, zwischen den Städten Oulu und Kajaani und ist über seinen Bahnhof an das finnische Eisenbahnnetz angeschlossen; hier halten Züge der Linien Oulu–Kontiomäki und Oulu–Iisalmi.
Die Gemeinde wurde 1867 unter dem Namen Säräisniemi gegründet und 1954 zu Vaala umbenannt. Anfang 2016 wechselte sie von Kainuu nach Nordösterbotten. Sie umfasst die Siedlungen Alasalmi, Enonlahti, Jaalanka, Jylhämä, Järvikylä, Kangaskylä, Kankari, Liminpuro, Manamansalo, Neittävä, Nimisjärvi, Nuojua, Oterma, Pelso, Suutarinkylä, Säräisniemi und Veneheitto.
Die größten Arbeitgeber sind die Gemeindeverwaltung, das kommunale Krankenhaus, Schulen sowie die Justizvollzugsanstalt Pelso; neben Land- und Forstwirtschaft hat sich in den letzten Jahren der Tourismus zu einem der Hauptwirtschaftszweige entwickelt.